# SPIE (Optik)
SPIE (vormals Society of Photographic Instrumentation Engineers, später Society of Photo-Optical Instrumentation Engineers) ist eine 1955 gegründete gemeinnützige Gesellschaft für Technologie der Optik und Photonik mit Sitz in Bellingham (Washington). Sie organisiert wissenschaftliche Konferenzen, Industrieausstellungen, und weitergehende Ausbildung für Forscher und Entwickler in den auf Licht basierenden Gebieten der Physik, inklusive, aber nicht ausschließlich, in Optik, Photonik, und dem bildverarbeitenden Ingenieurwesen. Am besten bekannt ist die SPIE für die Veranstaltung Photonics West die jedes Jahr in San Francisco stattfindet. SPIE fördert mit seinen Aktivitäten u. a. die Entwicklung von bildgebenden Verfahren, aber auch autonom fliegenden Aufklärungs- und Kampfdrohnen.
Die Gesellschaft veröffentlicht referierte Fachzeitschriften, Tagungsbände, Monographien, Tutorial-Texte, Leitfäden, und Referenzbücher, sowohl gedruckt als auch digital. Im Jahr 2012 gab die Gesellschaft 3,3 Mio. USD für gemeinnützigen Zwecken aus, wie der Unterstützung von Weiterbildungsveranstaltungen und Outreach-Programmen weltweit. SPIE Europe wurde 2001 ins Leben gerufen.

## Frühere Namen
Am 1. Juli 1955 wurde SPIE als die Society of Photographic Instrumentation Engineers in Kalifornien gegründet und spezialisierte sich auf die Anwendung fotografischer Instrumente. 1964 wurde der Name formell in Society of Photo-Optical Instrumentation Engineers geändert. 1977 zog der Hauptsitz nach Bellingham, Washington, USA, um und 1981 wurden die Geschäfte unter dem Geschäftsnamen (DBA) SPIE – The International Society for Optical Engineering abgewickelt, um mit der sich ändernden Mitgliedschaft Schritt zu halten. Ab 2007 fiel das DBA weg und heute heißt die Gesellschaft einfach SPIE. Zur Erklärung des Firmennamens wird auch The International Society for Optics and Photonics benutzt.

## Leitbild
Das Leitbild der SPIE ist es, Wissenschaftler und Ingenieure zu unterstützen, die in Industrie, Akademie und Regierung in einem breit gefächerten Gebiet arbeiten, das einige Aspekte von Optik und Photonik nutzt – die Wissenschaft und die Anwendung von Licht. Genauer gesagt ist Optik ein Teilzweig der Physik, der das Verhalten und Eigenschaften von Licht und dessen Wechselwirkung mit Materie untersucht.
Photonik ist die Wissenschaft und Technologie, die sich mit der Erzeugung, und Kontrolle von Photonen (Lichtpartikel) beschäftigt. Individuen, die bei der Gesellschaft aktiv sind, sollten Forschung betreiben und neue Technologien zum Design und der Entwicklung solcher Technologien wie Halbleiterherstellung, Robotik, medizinische Bildverarbeitung, der Entwicklung der zukünftigen Displays, Militärtechnik, Unterhaltung, biometrische Sicherheit, Bildverarbeitung, Kommunikation, Astronomie, und vielem mehr anwenden. SPIE hat Mitglieder rund um die Welt, inklusive Nord- und Südamerika, Europa, Afrika, Asien, und Büros in Nordamerika und Europa.

## Personalien
Der Präsident und Vorstandsmitglieder der SPIE werden jedes Jahr neu gewählt. Im Jahr 2021 ist David Andrews (University of East Anglia) Präsident und Anita Mahadevan-Jansen (Vanderbilt University) president-elect. Geschäftsführer (CEO) ist seit 2018 Kent Rochford.

## Konferenzen
SPIEs Konferenzen und Ausstellungen vernetzen optische Wissenschaft mit der optischen Industrie. Die Gesellschaft tritt als Partner bei über 140 Veranstaltungen im Jahr auf und veranstaltet u. a. die folgenden selbst:
- SPIE Photonics West
- SPIE Defense, Security and Sensing
- SPIE Photonics Europe
- SPIE Advanced Lithography
- SPIE Medical Imaging
- SPIE Smart Structures and NDE
- SPIE Photomask Technology
- SPIE Remote Sensing
- SPIE Security + Defence
- SPIE Laser Damage
- SPIE Astronomical Telescopes and Instrumentation
- SPIE Optifab

## Veröffentlichungen
SPIEs erste Veröffentlichung, der SPIE Newsletter wurde 1957 eingeführt. 1959 veröffentlichte die Gesellschaft ihr erstes Buch, den SPIE Photographic Instrumentation Catalog. Der Newsletter wandelte sich im Laufe der Zeit in das erste Journal der Gesellschaft, das heute unter dem Namen Optical Engineering das monatliche Aushängeschild unter SPIEs Journalen ist. Über die Jahre hat SPIE eine Reihe von Veröffentlichungen kreiert, unter anderem Journals, Zeitschriften, Zeitungen, Webseiten, und Bücher. Heute bietet SPIEs Open-Access-Angebot den SPIE Newsroom, das Mitglieder-Magazin SPIE Professional, sowie ausgewählte Buchkapitel und Fachartikel an.
SPIE veröffentlicht:
- Neun wissenschaftliche, digitale Fachzeitschriften
- SPIE-Tagungsbände mit Fachartikeln
- SPIE Digital Library die über 400.000 digitale Fachartikel aus Journale und Tagungsbänden enthält – Vorträge von 1962 bis heute, und pro Jahr kommen 18.000+ weitere Vorträge hinzu
- SPIE Press, der wissenschaftliche Arm der Gesellschaft, veröffentlicht Monographien, Tutorial-Texte, Leitfäden und andere Bücher speziell für Optik und Photonik
- SPIE Professionial, das digitale sowie gedruckte Magazin der Gesellschaft
- SPIE Newsroom, eine Nachrichtenwebsite, die 13 Fachgruppen in Optik und Photonik bedient.

Wissenschaftliche Journals:
- Optical Engineering (OE), das erste Journal der Gesellschaft, das monatlich im Peer-Review-Artikel über Forschung und Entwicklung in allen Gebiete der Optik und Photonik veröffentlicht.
- Journal of Electronic Imaging (JEI), vierteljährlich in Zusammenarbeit mit der Society for Imaging Science and Technology veröffentlicht, beinhaltet referierte Artikel mit dem Schwerpunkt elektronische Bildgebung
- Journal of Biomedical Optics (JBO) erscheint monatlich, mit referierten Artikeln in der Optik im Gesundheitswesen und Forschung.
- Journal of Microlithography, Microfabrication and Microsystems (JM3), erscheint vierteljährlich und beinhaltet referierte Artikel für den Bedarf in elektronischen, mikro-optisch-elektronisch-mechanische Systemen und Photonik-Industrie
- Journal of Applied Remote Sensing (JARS) ist nur digital erhältlich, unterliegt ebenfalls Peer-Review und beinhaltet Themen in der Fernerkundung
- Journal of Nanophotonics (JNP) ist nur digital verfügbar und deckt referierte Beiträge zur Fabrikation und Anwendungen von Nanostrukturen ab, die entweder Licht vom infraroten bis ultravioletten Bereich generieren oder es manipulieren.
- Journal of Photonics for Energy (JPE) ist ein digitales Journal, das fundamentale und angewandte Forschungsanwendungen von Photonik in der erneuerbaren Energiegewinnung, -umwandlung, -lagerung, -verteilung, -überwachung und deren effiziente Nutzung abdeckt